# Moustapha Hima
Moustapha Hima (* 1. Januar 1992 in Niamey) ist ein nigrischer Boxer in der Gewichtsklasse Weltergewicht.

## Werdegang
Moustapha Hima besuchte ein Lycée. Er nahm an den AIBA-Jugend-Boxweltmeisterschaften in Baku teil, wo er in der ersten Vorrunde dem Letten Nikita Versockis 1:7 unterlag. Bei den nigrischen Boxmeisterschaften 2010 erreichte er den ersten Platz. Hima gelangte bei den African Youth Games 2010 in Rabat ins Halbfinale, in dem er sich Omar Zerzouri aus Marokko 7:14 geschlagen geben musste. Bei den Boxweltmeisterschaften 2011 in Baku schied er in der ersten Vorrunde nach einer 2:14-Niederlage gegen den Russen Andrei Samkowoi aus. Er kämpfte 2012 beim afrikanischen olympischen Qualifikationsturnier in Casablanca und erreichte den siebenten Platz. Er verlor im Viertelfinale gegen den Algerier Ilyas Abbadi.
Hima nahm an den Olympischen Sommerspielen 2012 in London teil. Er war Fahnenträger Nigers bei der Eröffnungs- und Schlussfeier der Spiele. In der ersten Runde verlor er gegen den Australier Cameron Hammond.